# Каука
Кау̀ка (на испански: Cauca) е един от тридесет и двата департамента на южноамериканската държава Колумбия. Намира се в югозападната част на страната, където граничи с Тихия океан назапад. Департаментът е с население от 1 491 937 жители (към 30 юни 2020 г.) и обща площ от 31 243 км². Главен административен център е град Попаян.

## Общини
Департамент Каука е разделен на 41 общини. Някои от тях са:
1. Балбоа
2. Калдоно
3. Коринто
4. Ла Сиера
5. Миранда
6. Моралес